# Габриэль Хабиб Сакакини Паша
Габриэль Хабиб Сакакини Паша(1841—1923) — египетский государственный деятель, меценат. В честь Хабиба Сакакини Паши назван район Эс-Сакакини в центральной части Каира.

## История семьи
Согласно генеалогии семьи Сакакини, род появился в Месопотамии в III веке, в XV веке Сакакини оседают в Дамаске. Фамилия Сакакини ( السكاكيني ) является производным от арабского слова [ sekkina  ] — что означает нож ( سكين ). Происхождение фамилий чаще всего происходит из семейного бизнеса, таких как Хаддад означает кузнец; Наггар — плотник, Кемаль-тот, кто имеет верблюдов. Так, что фамилия Сакакини возможно говорит о семейном бизнесе — торговле оружием.
В XVIII веке упоминаются Михаил (1669—1766) и Георгий (1737—1798) Сакакини которые были адептами Мелькитской католической церкви признающие власть Папы в Риме. Пока не ясно, был ли Хабиб Сакакини прямым потомком ранее упоминавшихся представителей клана Сакакини, но когда Хабиб Сакакини сделал своё состояние и приобрел землю, он не забывал свою религиозную общину.

## Биография
Габриэль Хабиб Сакакини родился в Сирии. В 1857 году прибыл в Порт-Саид из Дамаска. В течение следующих четырёх лет Габриэль Хабиб работал за мизерную сумму 3-4 французских франков в месяц. Привлёк внимание египетского правителя Исмаила-паши (1863—1879) тем, что решил проблему увеличения популяции крыс при строительстве Суэцкого канала путём импорта голодающих кошек. Сакакини было поручено помочь итальянскому архитектору Пьетро Авоскани при строительстве Оперного театра (1869). Этот театр был первым театром на Ближнем Востоке и в Африке. Строительство должно было быть закончено к открытию Суэцкого канала (1869), для этого было принято решение работать день и ночь.
За успешное завершение работ Сакакини был награждён званиями и наделом земли, впоследствии он получил большой доход с этих земель. Он получил участок земли в северо-западной окраине Каира — заброшенный район, известный своими москитными болотами. Именно в центре этой территории позже построил свой дворец в стиле рококо. Став богатым подрядчиком, он осушил всю площадь своей земли от болот. Попутно он разработал свой отличительный привлекающие внимание архитектурный стиль. выбирая место для своего дома Сакакини Паша выбрал его на пересечении восьми важных дорог. Отныне все дороги вели к дворцу Сакакини. При взгляде сверху дворец Паши выглядел как солнце излучающее лучи во всех направлениях.
Остатки его наследия являются дворец Сакакини, греко-католическая церковь в Фагалле, и греко-католическое кладбище в Старом Каире. Сакакини вообще уделял очень большое внимание развитию Мелькитской общины на ближнем востоке. За свои заслуги Габриэль Хабиб Сакакини Паша получил от папы Римского Бенедикта XV титул графа. Умер Габриэль Хабиб Сакакини Паша в 1923 году, был похоронен на греко-католическом кладбище в гробнице, выполненной в византийском стиле.

## Наследие
Память о Габриэле Хабибе Сакакини Паше до сих пор сохраняется в сносках книг и статьях о нём, но самым большим наследием Сакакини Паши является его вклад в архитектуру, в частности его грандиозного особняка, находящегося в квартале, названом в честь Габриэля Хабиба Сакакини Паши — Эс-Сакакини в центральном районе Эз-Захир, греко-католическая церковь в Фагалле и греко-католическое кладбище в Старом Каире.